# Alka
El Alka es un torneo de caballería, el cual se realiza todos los primeros domingos del mes de agosto en Sinj, Croacia, desde 1717, conmemorando la victoria sobre el Imperio otomano.

Puntuación del alka según el segmento que acierte el concursante.

Alka es también el nombre del objeto usado en el torneo; este consiste en dos anillos concéntricos, conectados con tres barras a unos ángulos de 120°. El objeto se encuentra colgado en una cuerda a 3,32 metros de la pista de competición. El concursante (llamado alkar) conduce su caballo por la pista y trata de acertar, a la carrera, el anillo central del alka con su lanza. Dependiendo de la parte del alka que acierte, el concursante recibirá de 1 a 3 puntos, o ninguno si falla. El concurso consta de tres rondas.
Sólo los hombres nacidos en Sinjska Krajina (ciudad de Sinj y sus alrededores) pueden tomar parte en el Alka y esto se considera un gran privilegio. El vojvoda de Alka es un título ceremonial que representa al comandante de los alkar. Es considerado un gran honor ser nombrado vojvoda y sólo los más notables alkar llegan a ser tales.
Fue declarado Patrimonio Cultural Inmaterial de la Humanidad por la Unesco en 2010.